# Лещинський Михайло Якович
Михайло Якович Лещинський (23 серпня 1872 — 5 жовтня 1927) — харківський фотограф початку ХХ століття, засновник фотоательє «Русская Светопись» (після 1917 р. «Красная Светопись»).

## Життєпис
Народився в сім'ї відставного миколаївського солдата-кантоніста, Лейба Йосиповича Лещинського, в місті Грайворон Курської Губернії 23 серпня 1872 р. (за іншими даними, 20 серпня 1867 р.). У 1885 р., після смерті батька, родина переїхала до Єлисаветграду, а потім у 1888 р. у Харків.
Працював учнем у студії в Лозовій Павлоградського повіту Катеринославської губернії.
У 1895 році проходив військову службу.
У 1897 році відкрив у Харкові власне фотоательє «Русская Светопись». Він відкрив перше в Російській Імперії фотографічне ательє для зйомки при електричному освітленні.
Був учасником і призером багатьох фотографічних виставок і конкурсів. У 1903 році він був удостоєний золотої медалі та грошової премії на Міжнародній виставці в Лондоні та на Міжнародній виставці в Римі, а також медалі на Вітебській фотовиставці й Міжнародній виставці в Москві.
В 1904 році вступив до Мюнхенської фотографічної школи. Регулярно відвідував країни Західної Європи з метою вдосконалення своєї фотографічної майстерності.
20 жовтня — 1 листопада 1909 року був у складі журі фотовиставки Харківського відділення Імператорського Російського Технічного Товариства.
Його фотоательє переїхало на Сумську будинок 11 і називалося «Русская Светопись».
Фотограф знімав представників народу в національних костюмах.
Особливим напрямком було фотографування модників і модниць.
Був нагороджений Найвищою нагородою — срібною медаллю «За старанність».
Його фотографії публікує журнал фірми «Кодак» «Профессионал — фотограф» і «Театр и искусство» № 2.
Під час революції 1917 року та Громадянської війни він продовжив працювати в Харкові. Лещинський був автором відомих фотолистівок зі сценами з вистав «Дядя Ваня» і «Вишневий сад», випущених влітку 1919 року під час гастролей трупи акторів Московського Художнього театру в Харкові.
На початку 1920 років він організовує фотоательє «Красная Светопись» в самому центрі Харкова на площі Тевельова.
У роки Непу багато знімав види Харкова. Деякі з цих знімків публікувалися в харківському журналі «Всесвіт» і в новому московському журналі «Огонёк».
5 жовтня 1927 року помер у Харкові.